# Tidarren perplexum
Tidarren perplexum är en spindelart som beskrevs av Knoflach och van Harten 2006. Tidarren perplexum ingår i släktet Tidarren och familjen klotspindlar. Inga underarter finns listade i Catalogue of Life.